# Lophoproctus coecus
Lophoproctus coecus är en mångfotingart som beskrevs av Pocock 1894. Lophoproctus coecus ingår i släktet Lophoproctus och familjen Lophoproctidae. Inga underarter finns listade i Catalogue of Life.